# Alex Black
Alexander Anthony 'Alex' Black (Redwood City, 20 april 1989) is een Amerikaans acteur.
Black begon in 2000 als jeugdacteur in de film The David Cassidy Story, waarna hij nog meerdere rollen speelde in films en televisieseries. Hij is vooral bekend van zijn rol als Seth Powers in de televisieserie Ned's Declassified School Survival Guide waar hij in 32 afleveringen speelde (2004-2007).

## Filmografie

### Films
- 2008 Generation Gap – als Dylan Statlan
- 2005 Dogg's Hamlet, Cahoot's Macbeth – als Laertes
- 2004 13 Going on 30 – als jonge Chris Grandy
- 2004 The Gentleman Don La Mancha – als TJ
- 2002 Spider-Man – als jongen in tram
- 2002 Desert Saints – als jongen
- 2001 Bubble Boy – als achtjaar oude Jimmy
- 2000 The David Cassidy Story – als Patrick Cassidy

### Televisieseries
Uitgezonderd eenmalige gastrollen.
- 2004-2007 Ned's Declassified School Survival Guide – als Seth Powers – 32 afl.
- 2004 Huff – als Tim Winnick – 2 afl.

## Young Artist Award
- 2009 in de categorie Beste Optreden in een Film door een Jeugdacteur met de film Generation Gap - gewonnen.
- 2006 in de categorie Beste Optreden in een Televisieserie door een Jeugdacteur met de televisieserie Ned's Declassified School Survival Guide - genomineerd.
- 2005 in de categorie Beste Optreden in een Televisieserie door een Jeugdacteur met de televisieserie CSI: Miami - genomineerd.
- 2003 in de categorie Beste Optreden in een Televisieserie door een Jeugdacteur met de televisieserie Charmed - gewonnen.